# 彼特拉斯·茨维尔卡
彼特拉斯·茨维尔卡（Petras Cvirka, 1909年3月12日—1947年5月2日），立陶宛作家。1930年参加立陶宛反法西斯作家组织。1945年起任立陶宛作协主席。
彼特拉斯·茨维尔卡所著的小说揭露旧社会的黑暗和法西斯的残暴，描写农民的悲惨遭遇与最终的觉醒。他的作品富有民间色彩，而且幽默诙谐，是立陶宛文学界的重要人物。

## 生平
彼特拉斯·茨维尔卡生于尤尔巴尔卡斯的农民家庭，1926年至1930年间，他在考纳斯艺术学校学习。1924年，15岁的彼特拉斯·茨维尔卡发表了他的首篇诗歌。1931年至1932年，彼特拉斯·茨维尔卡在巴黎学习文学。1940年，彼特拉斯·茨维尔卡加入共产党，支持立陶宛并入苏联。
1941年，苏德战争爆发后，彼特拉斯·茨维尔卡先后移居阿拉木图和莫斯科，并最终加入苏联作家协会。1944年，他返回立陶宛，并于1945至1947年间担任立陶宛苏维埃社会主义共和国作家联盟主席。1947年，彼特拉斯·茨维尔卡去世。
彼特拉斯·茨维尔卡著有诗集《第一次弥撒》（1928），长篇小说《哺育我们的大地》（1935）、《工匠和儿子们》（1936）和长篇讽刺小说《弗兰克·克鲁克》（2卷，1934）。他以短篇小说见长，著名的有《尼科乡的落日》（1930）、《日常的故事》（1938）、《橡树的根子》（1945）和《友谊的种子》（1947）等。

## 纪念雕像
在茨维尔卡死后，苏联为纪念其功绩在维尔纽斯设立了彼特拉斯·茨维尔卡纪念广场，并设置纪念雕像。自1990年立陶宛脱离苏联独立后，由于茨维尔卡的亲共产主义、与苏联合作的政治立场，该处雕像的存续一直饱受争议。立陶宛种族灭绝和抵抗研究中心认为彼特拉斯·茨维尔卡积极与苏联合作，他的活动对立陶宛及其公民产生了有害后果，应拆除该雕像。立陶宛作家协会支持保留雕塑，反对审查苏联的遗产。2021年8月，立陶宛文化遗产委员会将该雕像从遗产名录中除名，为拆除开辟了道路。